# 練馬区立南が丘中学校
練馬区立南が丘中学校（ねりまくりつ みなみがおかちゅうがっこう）は、東京都練馬区にある公立中学校。2019年(令和元年)5月時点の生徒数は12学級291名。 

## 沿革
- 1979年（昭和54年）
  - 4月1日 - 石神井南中学校内で開校
  - 4月18日 - 標準服制定
  - 5月1日 - この日を開校記念日として制定
  - 6月1日 - 現在地に移転
  - 9月10日 - 校章制定
  - 11月27日 - 校旗完成
- 1980年（昭和55年）2月15日 - 校歌（作詞・桜井勝美、作曲・渋谷沢兆）制定
- 1982年（昭和57年）3月3日 - 校地拡張
- 1983年（昭和58年）4月1日 - 標準服改定
- 1987年（昭和62年）4月10日 - テニスコート・バレーボールコート完成
- 1989年（平成元年）3月31日 - 第2体育館完成
- 2020年（令和2年）4月1日 - 標準服改定

## 通学区域
練馬高野台駅の南方、北は西武池袋線と石神井川を境とし、南は旧早稲田通りと杉並区との区界を境とする。
- 南田中一丁目
- 南田中二丁目
- 南田中三丁目
- 南田中四丁目
- 南田中五丁目
- 富士見台一丁目
- 富士見台二丁目
- 下石神井三丁目（11-15、23-25）

## 進学前小学校
区立中学校選択制度があり学区外から通学している生徒もいるが、学区指定による小学校は以下の通り。※印は小中一貫教育グループの構成校。
- 南が丘小学校(※)
- 南田中小学校(※)
- 石神井東小学校

## 学区内の主な施設
- 練馬区立南田中図書館

## 交通
- 西武池袋線練馬高野台駅より徒歩12分
- 西武バス（荻11）・関東バス（阿50）喜楽沼バス停から徒歩5分